# Henri Cadiou
Pour les articles homonymes, voir Cadiou.
Henri Cadiou (26 mars 1906 - 6 avril 1989) est un artiste peintre français. 
Fondateur du « mouvement Trompe-l'œil/Réalité », il fut aussi un défenseur du patrimoine architectural parisien et des cités d’artistes.

## Biographie

### Jeunesse
Henri Cadiou est né à Paris le 26 mars 1906. Il est le fils unique d'Edmond Cadiou et Anna Lehners. Cadiou est un nom assez répandu en Bretagne, d'où ses ancêtres paternels étaient originaires, et ayant émigré vers l'est, dans un premier temps en Normandie, puis son père poursuivant jusqu’à Paris. Sa mère était d'une modeste famille luxembourgeoise.
Le couple vit d'abord sur la butte Montmartre, puis au faubourg Saint-Antoine, alors une pépinière d'ouvriers d'art exerçant ces superbes métiers artisanaux que le progrès technique a fait disparaître par la suite. Il est probable que l'immersion dans cet environnement a marqué la sensibilité de cet enfant plutôt calme et déjà très porté sur l’observation. Il montre, dès son plus jeune âge, un goût prononcé pour le dessin et griffonne sur tout ce qui lui tombe sous la main.
Son père occupe un poste très modeste d'employé dans une petite entreprise. Socialiste, ami de Jaurès, il est actif en politique et envisage d'y faire carrière. Cette ambition ne s'accomplira pas, car il meurt en 1920 d’un accident d'anesthésie, au cours d'une intervention chirurgicale bénigne.
On peut imaginer la difficulté de survivre pour sa veuve, avec un enfant de 14 ans venant de réussir au concours d'entrée à l’école Estienne et contraint par ce décès à renoncer à des études qu'il affectionnait, pour travailler comme apprenti, d'abord chez un ciseleur sur cuir, puis dans une imprimerie. L'enfant et sa mère se retrouvent dans un dénuement tragique, tentant de survivre en fabriquant à domicile des ressorts de cadenas.
Malgré ces difficultés, Henri Cadiou tente de compenser sa frustration de formation en lisant tous les livres qu'il trouve, fréquentant assidûment la bibliothèque municipale. À l’époque, les musées étaient gratuits tous les dimanches. Il y passe une grande partie de son temps libre. Il fréquente également les cours du soir de dessin, car il n'a jamais cessé de crayonner. Il y rencontre des artistes qui l'aideront à se cultiver et à s'extraire, au moins par la pensée, de la misère matérielle dans laquelle il baigne. Il n'a jamais oublié la pauvreté de son enfance et son influence est évidente dans les sujets qu'il choisira plus tard pour ses toiles.
En 1925, il visite l'exposition des Arts décoratifs. Il est fortement impressionné par les conceptions de Le Corbusier.
Il est appelé à faire son service militaire et intègre, en 1926, un régiment de dragons basé à Colmar. Il ne supporte absolument pas la vie militaire, mais profite tout de même de son séjour pour aller admirer le célèbre retable de Grünewald, auquel il voue une admiration qui ne se démentira pas.
Nouveau malheur dans une vie déjà très éprouvée, il perd sa mère en 1927, alors qu'il vient d'avoir 21 ans et se retrouve totalement seul. Il a une telle soif de connaissance qu'il utilise tout le temps libre que lui laisse le chômage dans lequel il se trouve plongé dans cette période de récession économique pour étudier et dessiner. Il s'intéresse aussi bien à la science qu'à la littérature, à l'histoire qu'à la sociologie et à l'art. Il est alors attiré par le surréalisme de Dali.
Il décide de devenir peintre à la suite de sa visite de l'exposition de 1934 : Peintres de la réalité du XVIIe siècle, à l'Orangerie. À cette époque, il abandonne son poste salarié dans une imprimerie pour monter avec un ami un atelier de décoration publicitaire, à Paris rue Duméril. 
Il se marie en 1935, et emménage au 65, boulevard Arago, dans le 13e, un ensemble d'ateliers d'artistes qui ne s'appelle pas encore Cité fleurie.
À cette période, il est très impliqué dans le monde de l'art. Il fonde, avec Gaston Diehl et quelques artistes proches sur le plan des idées, le groupe Regain, fortement influencé par Giono, qui prône le retour à la nature. Il organise de fréquentes manifestations sur les différents mouvements littéraires et artistiques de l’époque. Sa femme, Myrtille, est pianiste, ce qui permet d'organiser des soirées musicales où se retrouve un monde jeune, bouillonnant et passionné.
Sa doctrine picturale est en train de s'élaborer et il commence à affirmer sa volonté de « peindre principalement pour émouvoir et non pas afin d'illustrer des théories », ce qui était peu conforme aux mouvements picturaux de l'époque. Il expose pour la première fois en 1937, au Salon des indépendants, auquel il restera fidèle toute sa vie.
En 1939, à 33 ans, une tumeur se déclare dans son œil gauche, et un chirurgien doit en pratiquer l'ablation, ce qui ne l'empêche pas de poursuivre son œuvre.
L'art et la publicité étant insuffisants pour faire vivre son épouse et leurs deux enfants, il fonde en 1941, une école de dessin d'art graphique, qu'il installe dans le 13e, rue Léon-Maurice-Nordmann (qui s'appelle alors rue Broca), dans un lieu qui est devenu depuis la Cite Verte. Cette école sera plus tard reconnue par l'État et Henri Cadiou en sera nommé directeur titulaire en 1950.
Il fait, en 1943, sa première exposition particulière dans une galerie parisienne, sous le titre « Peinture de la réalité ». Il y expose surtout des paysages. La critique des journaux de la collaboration est assez défavorable, ce qui ne le décourage pas dans la voie qu'il est en train de se tracer. L'invitation, en forme de fenêtre à deux battants, comporte une phrase qui est déjà une profession de foi : « Celui qui a ouvert sa fenêtre sur la réalité ne pourra plus jamais la refermer. »
Entre 1937 et 1945, les tableaux d'Henri Cadiou sont pour les deux tiers des paysages, des témoignages des endroits qui l’environnent, c'est-à-dire Paris, et le Morvan où la famille passe tous les étés dans la maison familiale de son épouse Myrtille à Moulins-Engilbert.
Ses convictions picturales s'affirment peu à peu, souvent en réaction contre les mouvements artistiques de son époque. Tout d'abord, Henri Cadiou privilégie une facture rigoureuse, tournant le dos à la facilite en vogue. Ses préoccupations esthétiques se retrouvent dans ses écrits : « Le style vrai est inconscient. Tout ce qui est le fruit d'un raisonnement n'est pas de l'art. Certes, l'artiste peut se servir de sa raison comme le maçon se sert de la charpente, mais l'œuvre achevée n'en doit rien laisser paraître. »
Un tournant dans les sujets abordés intervient en 1949, avec le début de sa période misérabiliste, à la fois influencée par les souvenirs de son enfance et par le cinéma réaliste d'après-guerre (Carné, Clément, Fellini…). Cette période dure jusqu'en 1956, avec une évolution progressive vers une facture de plus en plus soignée, ainsi qu'une attirance de plus en plus forte pour les natures mortes aux sujets à la fois peu conformistes et profondément chargés de symbolisme.[évasif]

### Le chef de groupe auSalon Comparaisons
Dès la fin de la guerre, Henri Cadiou a cherché à créer autour de lui un mouvement en regroupant des peintres partageant les mêmes conceptions. C'est ainsi que s'est constitué le mouvement des Peintres de la réalité, qui devait aboutir a l'Exposition Internationale des Peintres de la réalité en 1955. Celle-ci réunissait 15 peintres de différents pays. Il devait réitérer au cours des années suivantes, tant en France qu'à l'étranger, la liste augmentant à mesure que de nouveaux artistes rejoignaient le groupe.
Mais c'est surtout avec le Salon Comparaisons que le mouvement des Peintres de la réalité est devenu Groupe trompe l'œil/réalité, et a connu un rayonnement international. Henri Cadiou, membre fondateur, en a été vice-président-fondateur et chef de groupe durant 34 ans, aux côtés d'Andrée Bordeaux-Le Pecq et François Baboulet, ainsi que des autres chefs de groupe dont Jean-Pierre Alaux, André- Gabriel Bernadou, Marc Boussac, Rodolphe Caillaux, Georges Delplanque, Jean Feugereux, Jacques Gestalder, Pierre Gilou, Arnaud d'Hauterives, Bernard Mougin, André Sablé, André Valézy, Jacques de la Villeglé, etc.
En effet, dès la fin des années 1950, "Comparaisons" a entrepris une politique internationale très active avec des expositions au Japon et au Mexique ainsi que dans de nombreux autres pays.

### La philosophie d'Henri Cadiou
Henri Cadiou a exprimé très souvent, dans ses écrits, la philosophie qui rassemble les participants de son mouvement : « Les peintres de la réalité acceptent la gageure de transfigurer les objets les plus ingrats grâce à une facture sensible et savoureuse, en y prenant des semaines et des mois s'il le faut, jusqu'à ce que soient atteints le moelleux, la douceur et la force qui sont la marque d'un tableau réussi. » On trouve ailleurs un écrit plus combatif : « Le réalisme n'est pas un style. Il est l'essence même de l'art de peindre, la technique à travers laquelle ont tendu, à travers les âges, tous les arts visuels, le programme de toutes les avant-gardes, jusqu'à ce que des intellectuels sophistiqués aient inversé les valeurs et érigé en vertu les lacunes de l'amateurisme. »
Dès la fin des années 1940, Henri Cadiou s'est intéressé de plus en plus à la nature morte mais, contrairement aux peintres classiques, il ne cherche pas à reproduire des objets luxueux, au contraire. Là encore, il est sans doute influencé par la modestie du monde dont il est issu. Il y a sans doute également aussi chez lui le désir de relever un défi : 
« Toute la beauté reconnue nous a été révélée par les artistes. Ce sont les choses réputées laides qui ont le plus besoin que l'on s'occupe d'elles. L'océan faisait traditionnellement horreur. Les romantiques nous ont appris à l'admirer et à l'aimer. Le monde de la pauvreté recèle toutes sortes de trésors ignorés. »
En même temps qu'il perfectionne son approche de la nature morte, une nouvelle évolution se fait jour au début des années 1960, c'est la peinture de contestation. Il traduit sur la toile sa remise en question de certains mouvements picturaux contemporains. Sa première toile de ce genre est : « Transcendance spatiale », qui pastiche en trompe-l’œil l’artiste  Fontana[Lequel ?], qui exposait des feuilles de papier qu'il incisait avec des lames de rasoir. Henri Cadiou s'en explique dans de nombreux écrits dont on peut extraire le passage suivant :
« En l'an 1960, nous voici parvenus à l’extrême pointe de l’absurdité : tachisme, balayures informelles, peintures monochromes, toiles trouées à coups de lames, palissades recouvertes d'affiches déchirées, peintures à l'arrosoir, au lance-pierres, à la sarbacane, à la mitraillette et pour couronner le tout à la machine automatique. Y a-t-il des fantaisies qui n'aient pas été essayées ? On a peint avec la boue, du sable, du bitume, du plâtre, des cailloux, des cheveux, de la paille, du fil de fer, des grillages. On peut encore utiliser le fromage, la chair à saucisse et mille autres ingrédients. Cette variété peut-elle suffire à la soif de progrès qui étreint les robots ? »
C'est à partir de cette époque qu'il commence à s'adonner de façon systématique à un type de peinture, qui lui vaudra, de la part de Paul Guth, la qualification de « Pape du trompe-l'œil ». Cette évolution a peut-être pour cause sa volonté de marquer encore plus la distance qui le sépare de l'art officiel. Il avance la définition suivante :
« Le trompe-l’œil est une peinture, qui, au premier regard, donne l'illusion d'être constituée par des objets réels. Certes, l'illusion dure peu, car nous disposons pour juger notre erreur de la convergence des yeux et de la mise au point du cristallin. Mais lorsqu'il s'agit de représentations d'objets de faible épaisseur, ces moyens sont impuissants à nous détromper, et nous portons la main sur le tableau afin de constater qu'il s'agit d'une surface vraiment plane. »
Ses détracteurs l'accusaient de faire de la photo sur toile. Il s'en défendait : « On entend souvent dire que l'imitation des aspects de la nature est devenue inutile depuis l'intervention de la photographie. Autant prétendre qu'il faut se couper les jambes parce qu'il y a des autos. La photo ne rend superflues que les œuvres plates et sans chaleur humaine. »

### La lutte pour la Cité fleurie
C'est en 1950 qu'il découvre que les ateliers d'artistes dans Paris sont menacés par la promotion immobilière. Il s'implique d'abord dans la défense de la cité Vercingétorix [Où ?]. Il s'élève ensuite contre cet urbanisme qui détruit des hôtels particuliers du XVIIIe, pour y substituer des grands ensembles de béton dont la laideur révulse sa sensibilité. Il milite dans les associations de défense du patrimoine parisien, encore peu considérées à l’époque. Ses écrits de l’époque témoignent de son aversion pour les grands ensembles : « Depuis que l'on construit des maisons, on n'a rien inventé d'autre que des pièces rectangulaires en surface et en hauteur. Le progrès ne s'est manifesté que dans les agencements. La prétention des architectes ne vise qu'a dessiner des façades de style cubiste dont l’esthétique est archi-démodée. C'est pour satisfaire leur besoin d'épater, de cabotiner que l'on fait valser les milliards et qu'on jette à la rue des milliers d'infortunés. »  Dans la phrase suivante, il prophétise un procédé qui est aujourd'hui courant : « Pour tout être chez qui la cupidité n'a pas subverti le goût, les façades anciennes chargées de poésie, témoins de notre histoire, sont plus précieuses que les élucubrations de n'importe quel de nos contemporains. (...) Au lieu de construire des logements de forme traditionnelle en plus exigu avec des façades cubistes, il serait infiniment plus raisonnable d'ajouter des agencements pratiques derrière les façades anciennes. ». Plus loin, on trouve cette appréciation : « Ne dites pas ce lieu commun : on n'arrête pas le progrès. Détruire est une régression. La destruction du passé est une régression. Il n'y a pas de civilisation sans la présence vivante du passé. Enrichir la civilisation c'est ajouter le présent au passé. Le passé est l’épaisseur, la profondeur de la civilisation dont lIe présent n'est que la surface. " L'âge d'or reste situé du côté des origines, malgré toutes les propagandes. La poésie sera toujours l’enfance retrouvée et non la vieillesse entrevue. Elle est à sens unique et irréversible."
C'est en 1970 que se profilent des menaces sur le 65, boulevard Arago, dans lequel Henri Cadiou vit depuis 1935 avec sa famille. Il s'agit d'un ensemble de 29 ateliers, au milieu de 2 000 m2 de verdure, construits avec les matériaux du pavillon de l'alimentation de l'Exposition universelle de 1873, vingt ans avant la Ruche et le Bateau-lavoir. Beaucoup d'artistes y ont vécu dont Gauguin et Modigliani (dans l’atelier repris par Cadiou). Rodin y venait fréquemment chez son patineur, Limet.
Les artistes apprennent, au début des années 1970, que la propriétaire de l'ensemble vient de le vendre à un promoteur immobilier, la SEFIMA, qui projette de le raser et d'y construire un immeuble comprenant 142 appartements de standing. Dès la connaissance de ce projet, Henri Cadiou décide de s'investir totalement pour y faire obstacle, sans reculer devant la disproportion des forces en présence. Il part de l’idée que la seule petite faille possible dans ce colosse qui avait déjà à son service et la finance et la politique était l‘opinion publique. Son propre passé de publicitaire l'a induit à tenter de sensibiliser les médias pour la toucher. Une des premières priorités de son action a été de trouver un nom à l'endroit qu'il voulait défendre. Il disait : « Un lieu qui n'a pas de nom n'existe pas ».  C'est à ce moment qu'il a inventé la « Cité fleurie », afin d'évoquer la protection de l'environnement, dont le concept était tout juste en train d'émerger et s'oppose au béton par lequel on voulait la remplacer.
Avant de s'attaquer aux médias, il propose aux autres artistes de la Cité fleurie de constituer une association de défense. Et l’on a pu voir, à l'époque, des voisins qui s'ignoraient depuis des décennies, faire bloc contre l'ennemi commun. Le sculpteur Armand Lacroix s'est engagé lui aussi dès le début avec une fougue et une détermination égales à celles de Cadiou ; l'un comme l'autre ont même délaissé plusieurs années leurs activités artistiques pour cela. Ils recevront d'ailleurs conjointement, en 1976, le prix SOS Paris, pour leur action dans la défense de la Cité fleurie.
La lutte a commencé dès 1970, avant que la SEFIMA ait obtenu le permis de construire, qui fut accordé en mars 1971. L'administration affichait alors un total mépris pour les associations : les artistes ayant fait valoir que la loi interdisait la construction dans Paris sur les espaces verts d'une superficie supérieure a 1 000 m2, l'administration parisienne a estimé qu'une fois retirées les allées et ce qu'elle qualifiait de plates-bandes, les 2 000 m2 en faisaient moins de 1 000 !
La presse s'est dès le début engagée aux côtés des artistes. Henri Cadiou, qui a toujours eu le goût de l’écriture, a rapidement été amené à partager son temps entre la rédaction des textes et les contacts avec ceux qui pouvaient les faire connaître au public : journalistes, personnalités, politiciens. Une lettre, qu'il rédige à l'intention d'une centaine d'interlocuteurs prestigieux, rencontre un succès qui dépasse ses espérances : les réponses permettent de constituer un comité d'honneur de 102 noms.
Cette activité, intense pour un homme ayant largement dépassé la soixantaine, prend place dans une atmosphère que le promoteur s'évertue à rendre invivable, harcelant  les artistes de lettres recommandées leur donnant congé, démolissant immédiatement l'intérieur des ateliers que leurs occupants les plus pusillanimes abandonnaient et les faisant murer, agissant en justice (l'association est condamnée en 1972 à 1 000 francs d'astreinte par jour, soit 152,45 euros) et tentant de séduire les occupants par la promesse d'un relogement dans leur futur immeuble. C'est ainsi que Cadiou s'est vu proposer la propriété d'un atelier que le promoteur s'engageait à lui construire derrière son futur cube de béton, à condition qu'il abandonne la lutte.
En février 1972, l'émission de Michel Péricard et de Louis Bériot, « La France défigurée », est consacrée à la Cité fleurie. Pierre Bellemare fait un appel sur Europe no 1 dans son émission «Il y a sûrement quelque chose à faire". Plusieurs manifestations sont organisées à la Cité, qui ne peut contenir tous ceux qui veulent y participer. Les représentants politiques s'en mêlent, et, fin 1972, le ministre de la Culture décide une mise en instance de classement avec interdiction de modification du site pendant un an. Le classement sera finalement prononce le 22 janvier 1976, grâce à l'implication personnelle du président de la République Valéry Giscard d'Estaing. La SEFIMA, qui obtient en compensation de son renoncement l'autorisation de construire sur le terrain jouxtant la Cite fleurie, enverra encore un coup de pied de l'âne, puisqu'en 1978 elle obtiendra du Conseil d'État l'annulation du décret de classement. En 1981, François Mitterrand viendra visiter la Cité fleurie et la fera racheter par l'État. Elle est depuis gérée par une société d'HLM.
Au combat de la Cité fleurie se rattache, quelques années après, celui de la Cité verte, qui se trouve à proximité dans la rue Léon-Maurice-Nordmann et qui appartenait à la congrégation qui gère l'école Notre-Dame-de-France, au coin des rues Nordmann et de la Santé. Le scénario est un peu le même : pour rénover son établissement scolaire, la congrégation vend environ 6 000 m2 parmi lesquels se trouve la Cité verte, dont elle est propriétaire, a un promoteur qui envisage d'y édifier un énorme ensemble. Là encore, c'est Henri Cadiou qui a inventé le nom de cette cité d'artistes, qui ne s'appelait alors que le 147, rue Léon-Maurice-Nordmann. Il s'est de nouveau investi, mais n'a pas eu à y consacrer autant de son temps, car le sauvetage a été obtenu beaucoup plus rapidement, sans doute à cause du précédent constitué par la Cité fleurie.

### Dernières années
Lorsque la longue parenthèse de lutte pour la Cité fleurie se termine, Henri Cadiou a 74 ans. Sa détermination pour défendre sa conception de l'art est indemne, mais l’activité effrénée et un peu à contre-emploi qu'il a dû déployer pendant une dizaine d'années a laissé des traces sur ses capacités physiques. Il continue néanmoins de peindre tous les jours, et réalisera tout de même une trentaine de toiles, dans les neuf dernières années de sa vie, durant lesquelles il se limitera aux natures mortes et aux trompe-l'œil. C'est à cette époque qu'il réalise son œuvre sans doute la plus connue du public : La Déchirure.
Il meurt brutalement le 6 avril 1989, après avoir tout de même pris le temps de peindre le sujet qu'il avait en cours et de tenir à jour son journal.
L'écrivain
Comme on a pu l'entrevoir dans les différentes citations ci-dessus, Henri Cadiou avait un goût prononcé pour l’écriture et consacrait tout le temps que lui laissait la peinture a consigner d'une part les faits de sa vie, d'autre part les idées qui lui venaient concernant la philosophie, la peinture et l'art en général. C'est ainsi que ses enfants ont hérité de plusieurs dizaines de classeurs, remplis d'une écriture très fine, dont ils n’ont qu’à peine commencé la transcription. Bien qu'il s'agisse généralement de notes non retravaillées on y perçoit, outre une culture très étendue et un style sans faille, un véritable talent d'écrivain.
On constate, en lisant ses écrits, qu'il ne s'est pas contenté de livrer sa vision du monde au travers de ses toiles, mais qu'il a été obsédé, toute sa vie, par la volonté de chercher la justification profonde du sillon qu'il traçait.

## Conclusion

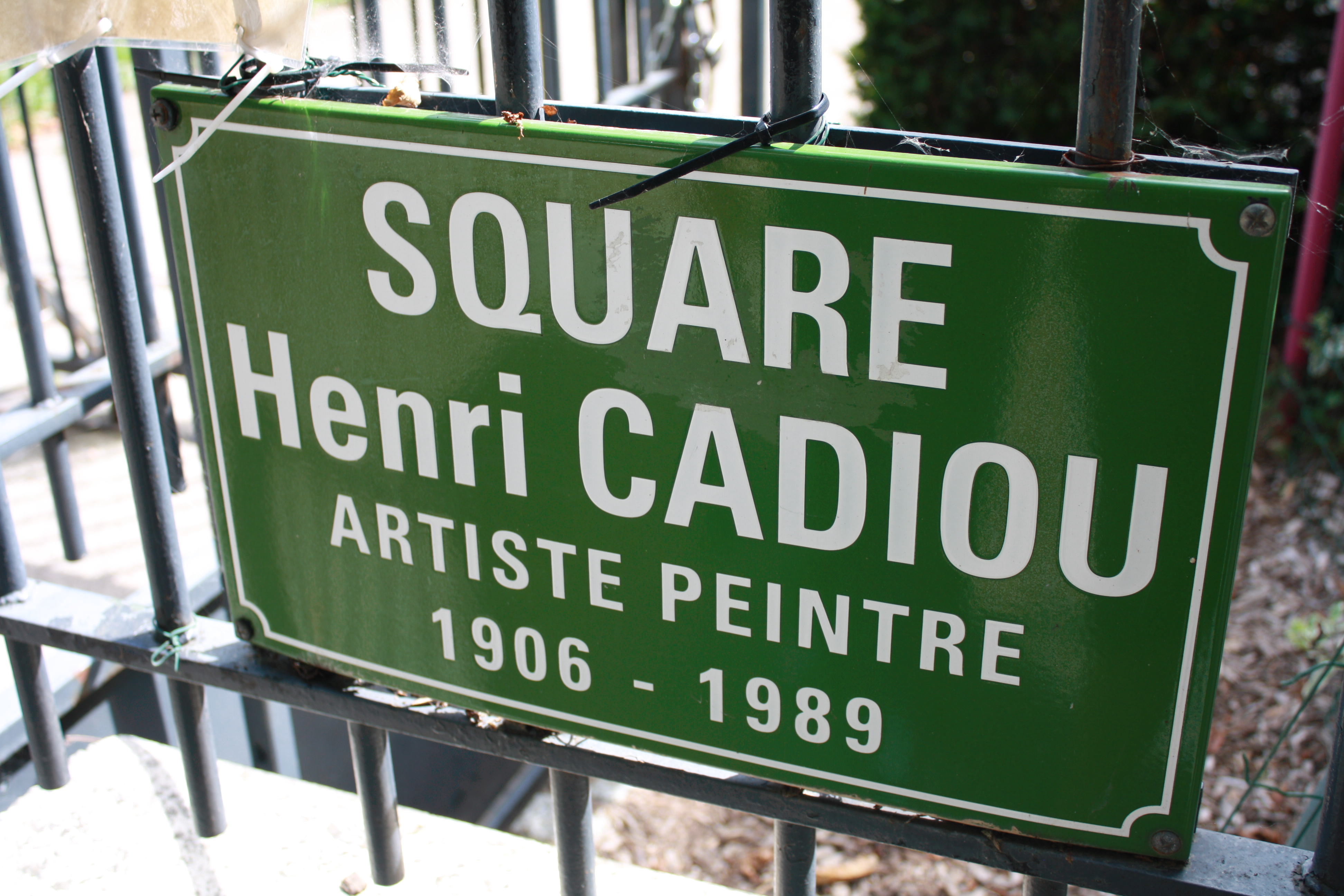
Plaque du square Henri-Cadiou, dans le 13e arrondissement de Paris.

Une partie importante des éléments de cette biographie est tirée de la thèse soutenue en 1993 à la Sorbonne par Françoise Leroy Garioud, qui a accompli, avec l'aide de la femme d’Henri Cadiou, un énorme travail tant sur les tableaux que sur les dessins et quelques-uns des écrits. C'est grâce à cette thèse qu'existe le catalogue raisonné des œuvres d'Henri Cadiou.
Myrtille Cadiou a joué un rôle capital dans la carrière de son mari. C'est elle qui a assumé, pendant plus de soixante ans, l'organisation matérielle des nombreuses expositions (plus de 200, tant en France qu'à l'étranger), ainsi que ce que nous appelons maintenant la communication. De plus, Cadiou n'entreprenait pas un sujet nouveau sans en avoir longuement parlé avec elle. Il y avait une réelle symbiose entre eux, et il n’aurait pu dédier tout son esprit à l'art s'il n'avait bénéficié de l'aide sans faille de son épouse. Malgré cette tâche, elle a aussi poursuivi sa propre carrière de musicienne. Elle a notamment créé et dirigé, pendant une vingtaine d'années, le conservatoire de musique du 13earrondissement.
Plusieurs livres ont été consacrés à l'œuvre d'Henri Cadiou[Lesquels ?], et il a lui-même réalisé, avec son fils Pierre Gilou, un ouvrage sur la technique du trompe-l’œil.
Un square du 13e arrondissement a reçu son nom en 1998, au 69 boulevard Arago, ainsi qu'une rue de Moulins-Engilbert en 2001.

### Vidéographie (images d'archive)
- Les cités d'artistes à Paris , avec interview d'Henri Cadiou 13/02/72 - Archives INA, 13 min 46 s